# Свети Атанасий (раннохристиянска базилика в Покървеник)
„Свети Атанасий“ или „Свети Атанас“ (на македонска литературна норма: „Свети Атанас“) е църквище, раннохристиянска православна базилика, чиито руини са открити край преспанското село Покървеник, Северна Македония.

## Местоположение
Базиликата е разкрита при строежа на новата гробищна църква „Свети Атанасий“ в новите гробища на Покървеник, северно от новото село и южно от старото.

## Описание
Археологическите проучвания на Ресенския музей разкриват трикорабна базилика с нартекс, анекс от северната страна на нартекса и три помещения от южната, едно от които е кръстилница с кръгъл басейн. Подът в олтарното пространство е измазан, а в наоса е от плочи и печена пръст. Открити са фрагменти от колони, бази и два капитела.